# استان‌های خودگردان روسیه
روسیه تنها یک استان خودگردان دارد و آن استان خودمختار یهودی است که در جنوب خاور کشور و در همسایگی چین قرار دارد.

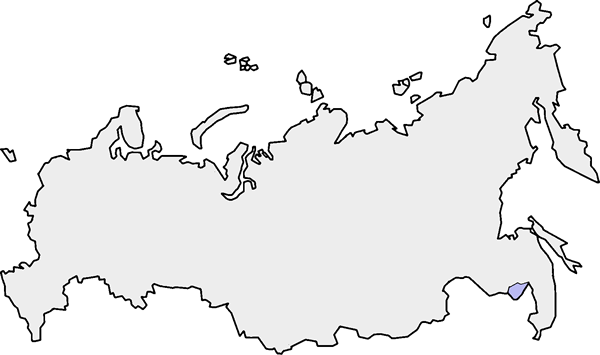
مکان استان خودگردان یهودی در نقشه روسیه